# Domanín (ort i Tjeckien, Södra Böhmen)
Domanín är en ort i Tjeckien.   Den ligger i regionen Södra Böhmen, i den centrala delen av landet, 130 km söder om huvudstaden Prag. Domanín ligger 452 meter över havet och antalet invånare är 308.
Terrängen runt Domanín är platt. Runt Domanín är det ganska glesbefolkat, med 38 invånare per kvadratkilometer. Närmaste större samhälle är České Budějovice, 19,3 km väster om Domanín. I omgivningarna runt Domanín växer i huvudsak blandskog.